# 雑音指数
雑音指数（ざつおんしすう、Noise Figure）は、増幅回路等における、入力S/Nと出力S/Nの比である。Noise Figureの頭文字をとってNFと呼ばれることが多い。

## 概要
雑音指数は、以下の式で定義される。
{\displaystyle \mathrm {NF} ={\frac {SNR_{\mathrm {in} }}{SNR_{\mathrm {out} }}}}
SNRinは入力S/N、SNRoutは出力S/Nを示す。
あるS/N比の信号が増幅回路などを通過するとき、その増幅回路などのノイズが加わり通過後のS/Nは必ず低下する。
信号の通過する回路のNFは1(0db)以上であり1に近いほどノイズの少ない回路である。
増幅回路が直列に接続された場合は増幅率はそれぞれの増幅回路の積(db表現では和)であらわせるが、雑音指数については、入力側におかれた増幅回路の雑音指数が支配的となる。